# 德意志民主共和国国务委员会

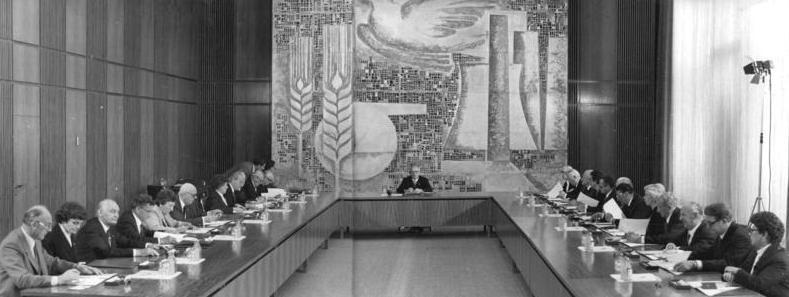
1981年的一次国务院会议

德意志民主共和国国务委员会（德語：Staatsrat）是东德在1960年至1990年10月3日两德统一期间，代表国家元首的中央集体领导机关，也是人民议会的常设机关。

## 起源
东德成立初期采用的《宪法》采用了威玛共和国之前的民主主义架构，由威廉·皮克担任总统。在统一社会党完全控制东德政府后，政府机构趋向苏联架构，威廉·皮克在1960年9月7日去世后，国家元首职位空缺。宪法遂在1960年9月12日修正，建立了替代总统职位的国务委员会。

## 选举
德意志民主共和国国务委员会由人民议会选举，任期4年，后期被改为5年。

## 职能
国务委员会职能包括：
- 组织人民议会选举
- 任命国防委员会成员
- 发布特赦及大赦
- 批准国际协定
- 委派外交任命
- 颁发奖励及称号
- 资助多子女的家庭